# Matej Stare
Matej Stare, né le 20 février 1978 à Kranj, est un coureur cycliste slovène professionnel de 2002 à 2010. En 2011, il met un terme à sa carrière de coureur et devient membre du staff de l'équipe Sava.

## Palmarès
- 1998
  - 10e du championnat du monde sur route espoirs
- 2000
  - 2e du championnat de Slovénie du contre-la-montre espoirs
- 2001
  - 4e étape du Tour de Croatie
  - 3e du Tour de Serbie
- 2004
  - Poreč Trophy
  - Grand Prix Šenčur
- 2005
  - 6e étape du Tour de Cuba
  - 1re étape du Tour du Loir-et-Cher
  - 2e du Tour du Loir-et-Cher
  - 3e du Grand Prix Kranj
- 2006
  - 2e étape des Paths of King Nikola
  - 6e étape du Tour du Maroc
  - Grand Prix Šenčur
- 2007
  - 1re étape des Paths of King Nikola
  - Tour de Serbie :
    - Classement général
    - 4e étape

  - 4eb étape du Tour de Slovaquie
  - 2e du Tour de Croatie
- 2008
  - 12e étape du Tour de Cuba
  - Banja Luka-Belgrade II
  - Raiffeisen Grand Prix
  - 2e du championnat de Slovénie sur route
- 2009
  - 3e étape des Paths of King Nikola
  - 3e du Grand Prix Industrie del Marmo
- 2010
  - 3e du Poreč Trophy

## Classements mondiaux
| Année            | 2005 | 2006 | 2007 | 2008 | 2009 | 2010 |
| ---------------- | ---- | ---- | ---- | ---- | ---- | ---- |
| UCI Africa Tour  |      |      | 122e |      |      |      |
| UCI America Tour | 245e |      |      | 254e |      |      |
| UCI Asia Tour    |      |      |      | 42e  | 78e  | 98e  |
| UCI Europe Tour  | 220e | 269e | 55e  | 81e  | 278e | 425e |